# 3. brigada, 2. pehotna divizija (ZDA)
Za druge 3. brigade glejte 3. brigada.
3. brigada, 2. pehotna divizija (izvirno angleško 3rd Brigade, 2nd Infantry Division; kratica 3-2) je mehanizirana brigada Kopenske vojske Združenih držav Amerike. Trenutno je v sestavi 2. pehotne divizije
Med prvo svetovno vojno se je brigada tako izkazala, da je bila najbolj odlikovana brigada v sestavi Ameriške ekspedicijske sile. 3. brigada je bila prva brigada, ki je bila preoblikovana v Stryker brigadno bojno skupino, s čimer je postala prva srednjetežka brigada v zgodovini Kopenske vojske ZDA. Novembra 2003 je postala tudi prva Stryker brigada, ki je bila poslana na vojno področje v sklopu operacije Iraška svoboda.

## Zgodovina
Prva svetovna vojna
3. brigada je bila ustanovljena 11. avgusta 1917 kot 1. začasna brigada v Syracusu (New York). 22. septembra istega leta je bila preimenovana v Štab in štabna četa, 3. pehotna brigada in dodeljena 2. pehotni diviziji. Mesec pozneje je bila divizija poslana v Francijo, kjer je postala del Ameriške ekspedicijske sile (AEF). Prvotno je bila poslana na dodatno urjenje na področje Bourmonta, nato pa je bila prisotna v več bitkah: za Chateau Thierry, za St. Michial Salient in za Argonski gozd. Posledično je postala najbolj odlikovana brigada v sestavi Ameriške ekspedicijske sile.
Po koncu vojne je ostala v Nemčiji še eno leto kot del okupacijskih sil, nakar pa se je pozno 1919 vrnila v domači Fort Houston (Teksas). Brigado so deaktivirali 9. oktobra 1939.
Koreja
1. februarja 1963 so divizijo reaktivirali in ponovno dodelili 2. pehotni diviziji, tokrat v Fort Benningu (Georgia). 1. julija 1965 je bila brigada poslana v Južno Korejo, kjer se je pridružila preostali 2. pehotni diviziji; naloga divizije je bila nadzorovanje zahodnega koridorja Korejske demilitarizirane cone. Aprila 1967 se je zgodil prvi večji incident, ko so ubili pet severnokorejskih napadalcev, naslednji dan pa so ujeli dva in ubili še enega. Med majem in septembrom istega leta se je zgodilo še 264 drugih incidentov. V času krize Pueblo se je povečala sovražnikova dejavnost in propaganda; zabeležilo so 74 poskusov vdora in strelskih obračunov. Posledično je Kopenska vojska ZDA razglasila, da služenje severno od reke Imdžin zagotavlja izplačilo plače za delovanje v stiku s sovražnikom. Med julijem in oktobrom 1968 je bila brigada vpletena v 56 incidentov. Brigada je bila leta 1992 ponovno deaktivirana zaradi sprejetja Nunn-Warnerjevega dopolnila, po katerem so zmanjšali velikost ameriških sil v Južni Koreji iz 43.000 na 36.000.
Stryker brigadna bojna skupina
11. aprila 1995 (oz. 29. marca) so brigado ponovno reaktivirali kot del 1. korpusa.
Aprila 2000 je bila brigada izbrana kot prva brigada, ki je bila preoblikovana v skladu s konceptom Initial Brigade Combat Teams. Med razlogi, zakaj je bila brigada izbrana, so bili: velikost trenažnih območij v Fort Lewisu in bližina Zračne baze McChord ter Pristanišča Tacoma, ki zagotavljata možnost hitrega transporta brigade. Glavna značilnost tega koncepta je bila oblikovanje samostojne brigadne bojne skupine, ki bi jo lahko premikali na globalni ravni in bi bila zmožna bojnega udejstvovanja takoj ob prihodu. Novooblikovana brigada naj bi imela: 3 mehanizirane pehotne bataljone, artilerijski bataljon in izvidniški bataljon (tudi RSTA skvadron).
Med ukrepi pri preoblikovanju brigade je bila tudi premestitev oklepnega bataljona iz 3. brigade v 1. brigado 25. pehotne divizije; le-ta je 3. brigadi odstopila svoj lahki pehotni bataljon.
Oktobra 2000 je brigada imela skoraj vso potrebno opremo razen oklepnih vozil. 16. novembra je Kopenska vojska zavrnila M113A3 in sprejela LAV III kot novo oklepno vozilo. Ker je brigada imela le omejeno število teh vozil, so se v prvi fazi urjenja osredotočili predvsem na bojnem delovanju manjših enot.
Med 16. aprilom in 4. majem 2001 je brigada izvedla prvo večjo vajo, s katero je dejansko preizkusila koncept delovanja. V začetku vaje so prepeljali brigadne enote (1. bataljon 37. poljskega artilerijskega polka, 1. skvadron 14. konjeniškega polka, 209. vojaškoobveščevalno četo in brigadne podporne enote) s transportnimi letali C-17 in C-5. Letala C-17 so pristala na Regionalnem letališču Yakima, kjer so demonstrirala pristanek na krajši letališki stezi, medtem ko so letala C-5 pristala na Regionalno letališče Moses Lake, kjer so demonstrirala pristanek na podaljšani letališki stezi. 1. skvadron 14. konjeniškega polka je izvedel strelske vaje s pravim strelivom na vodni in četni ravni, manevrske vaje na tropni in skvadronski ravni ter pri tem izvedla urjenje z uporabo novih namerilnih naprav in računalniške opreme. 1. bataljon 37. poljskega artilerijskega polka je izvedel strelske vaje s pravim strelivom na baterijski in bataljonski ravni kot artilerijsko podporo 1. skvadrona 14. konjeniškega polka; v sklopu vaj so tudi izvedli zračno oskrbovanje s strelivom preko digitalnih povez. Brigadne podporne enote so izvedle ukrepe za preskrbo dveh ločenih bataljonov in drugih enot četne velikosti na področju transporta, vzdrževanja, oskrbe in zdravstvene podpore; pri tem so uporabili tudi nov Movement Tracking System (MTS). Ob koncu vaje so letala ponovno prepeljala vse enote v Zračno bazo McChord, od koder so se vrnili v Fort Lewis.
Brigada je dosegla prvotno operacijsko zmožnost decembra 2001, ko je prejela certifikat o zmožnosti opravljanja nalog na ravni brigade.
27. februarja 2002 je Kopenska vojska ZDA uradno poimenovala novo oklepno vozilo kot Stryker. Prvih 14 Strykerjev je v Fort Lewis prispelo 31. maja, ko jih je prevzelo četa A 5. bataljona 20. pehotnega polka. Še istega dne se je pričelo uvajanje častnikov na nova vozila, ostali pa so pričeli z uvajanjem 3. junija. Prvi preizkus voznih sposobnosti so opravili 8. junija v Trenažnem centru Yakima; v tem času so prejeli še 9 dodatnih vozil. 
1. julija 2002 so uradno preimenovali tudi iz Interim Brigade Combat Team v Stryker Brigade Combat Team, pri čemer so za 3. brigado uporabljali kratico SBCT 1. Kongres ZDA je ukazal izvedbo vojaške vaje Millennium Challenge 2002 v Fort Irwinu, na kateri so prvič prikazali novo vozilo v sklopu koncepta. Tako so 4 Strykerje prepeljali s pomočjo letal C-130 iz Fort Lewisa v Fort Irwin, pri čemer so vozila v 3 minutah že zapustila letala, v polni bojni pripravljenosti pa so bila v 11 do 17 minutah po pristanku. Preostala letala so prepeljali s pomočjo letal C-17. Medtem, ko se je večina vozil vrnila nazaj tudi z letali, pa so 14 Strykerjev prepeljali iz pristanišča Hueneme v pristanišče Tacoma s pomočjo HSV-XI Joint Venture, eksperimentalnega hitrega katamarana. Do decembra 2002 so vsi trije mehanizirani bataljoni bili polno usposobljeni za delovanje s Strykerji.
Da bi zagotovili ustrezno certifikacijo vseh enot znotraj brigade, je Kopenska vojska pripravila več manevrov za brigado: med 1. in 11. aprilom 2003 je potekala brigadna vaja v Nacionalnem trenažnem centru, med 17. in 27. majem je potekala certifikacijska vaja v Skupnem pripravljalnem trenažnem centru (Fort Polk), hkrati pa je med 4. marcem in 28. majem potekala premestitvena vaja; s temi vajami so hoteli preizkusiti sposobnosti strateškega in taktičnega delovanja v zraku, na zemlji in po morju. Za transport brigade med Fort Irwinom in Fort Polkom (vključno z vsemi Strykerji) so tako potrebovali 45 letal C-17, pri čemer so del brigade prepeljali s pomočjo ladje USNS Bellatrix iz Kalifornije v pristanišče Charles, Louisiana. Ta del brigade je bil nato prepeljan na letališče Chennault, od koder so jih z letali C-130 prepeljali v Fort Polk. Brigada je uspešno opravila vse tri vaje in se vrnila v domačo bazo.
Avgusta 2003 je vod prikazal brigadne zmožnosti na poligonu v Južni Koreji.
Operacija Iraška svoboda
Novembra 2003 je bila brigada prvič poslana na vojno območje po prvi svetovni vojni. 12. novembra sta v pristanišče Kuvajt pripluli USNS Shughart in USNS Sisler, ki sta nosili brigadna vozila in druga težka oprema. Istočasno so v Kuvajt prispeli tudi pripadniki brigade, ki so opravili 36-urni polet; večina pripadnikov je bila napotenih v kamp Udari, medtem ko so nekatere poslali v pristanišče za pomoč pri raztovarjanju. Brigada je uradno zapustila Fort Lewis 30. oktobra, ko so v Kuvajt poslali še preostale dele brigade. V Kuvajtu je brigada izvajala nadaljnje urjenje v puščavskem bojevanju, predvsem glede taktike manjših enot, premikanje brigade v konvojih in reagiranje na sovražnikove zasede.
3. decembra 2003 je brigada prestopila kuvajtsko-iraško mejo in se odpravila proti Mosulu na severu Iraka, kjer naj bi zamenjala 101. zračnoprevozno divizijo (zračnodesantno). Toda na poti skozi sunitski trikotnik je tamkajšna ameriška 4. pehotna divizija postala tarča vse hujših napadov s strani iraških upornikov. Generalporočnik Ricardo S. Sanchez, poveljnik Coalition Joint Task Force 7, pod katero je zdaj spadala tudi brigada, je brigado poslal v samarsko FOB Pacesetter, kamor je prispela 7. decembra. Sprva je opravila manjše patruljne preglede po mestu, nakar pa je 13. decembra doživela prvi večji stik s sovražnikom; Stryker iz 1. voda C tropa 1. skvadrona 14. konjeniškega polka je naletel na improvizirano eksplozivno telo, ki je bilo tako močno, da je dvignilo sprednji del vozila za več kot meter v zrak. Od posadke je bil huje poškodavan le voznik z zlomljeno nogo. 15. decembra skupaj s 3. brigado 4. pehotne divizije izvedla operacijo Ivy Blizzard, iskanje upornikov v mestu; operacijo so ponovili čez dva dni. Zadnji teden decembra in prvi teden januarja 2004 je bila brigada poslana v več zaporednih manjših konvojih končno proti svojemu načrtovanemu cilju - Mosulu; pri tem jim je 3. skvadron 17. konjeniškega polka zagotavljal letalsko podporo. Predaja mesta med brigado in 101. divizijo je potekala med 16. in 25. januarjem; v tem času je brigada prišla pod poveljstvo Task Force Olympia. Poleg zagotavljanja nalog zavarovanja pa so brigadne enote izvajale tudi urjenje iraških sil; tako je 5. bataljon 20. pehotnega polka pod okrilje dobil 102. bataljon Iraške nacionalne garde. 28. marca je brigada izgubila svojega prvega Strykerja; RPG je zadel zadek vozila in sicer zunanji rezervoar za gorivo, zaradi česar je vozilo zgorela, vsa posadka pa je nepoškodovana zapustila vozilo. Aprila pa sta bili iz sestave brigade začasno izločeni po ena četa iz 2. bataljona 3. pehotnega polka in 1. bataljona 23. pehotnega polka ter dodeljeni Task Force Arrow, ki je bila poslana v mesto An Najaf. Brigada je bila od 18. aprila zadolžena tudi za spremljanje oskrbovalnih konvojev med CSC Scania in LSA Anaconda; v prvih petih dneh so doživeli 10 napadov na konvoje. Med 9. in 10. septembrom je sodelovala v operaciji Black Typhoon. 
V Iraku je ostala do oktobra 2004, ko jo je zamenjala 1. brigada 25. pehotne divizije; vrnila se je v Fort Lewis. V tem času je brigada utrpela naslednje žrtve: 13 vojakov je padlo v boju, 13 je umrlo v nesrečah in več kot 300 jih je bilo ranjenih.

## Organizacija
Prva svetovna vojna
- Štabna četa
- 9. pehotni polk
- 23. pehotni polk
- 5. mitralješki bataljon

1995
- Štabna četa
- 1. bataljon, 23. pehotni polk
- 1. bataljon, 32. oklepni polk
- 1. bataljon, 33. oklepni polk
- 1. bataljon, 37. poljski artilerijski polk
- 168. inženirska četa
- 296. prednji podporni bataljon
- baterija C, 5. bataljon, 5. zračnoobrambni artilerijski polk

2000
- Štabna četa
- 1. bataljon, 23. pehotni polk
- 1. bataljon, 37. poljski artilerijski polk
- 1. skvadron, 14. konjeniški polk
- 2. bataljon, 3. pehotni polk (Stryker)
- 5. bataljon, 20. pehotni polk (Stryker)
- 296. prednji podporni bataljon
- baterija C, 5. bataljon, 5. zračnoobrambni artilerijski polk
- 18. inženirska četa
- 334. komunikacijska četa
- 209. vojaškoobveščevalna četa

Trenutna
- Štabna četa
- 2. bataljon, 3. pehotni polk (Stryker)
- 5. bataljon, 20. pehotni polk (Stryker)
- 1. bataljon, 23. pehotni polk (Stryker)
- 1. skvadron, 14. konjeniški polk (RSTA)
- 1. bataljon, 37. poljski artilerijski polk
- 296. brigadni podporni bataljon
- četa C, 52. pehotni polk (PO)
- 18. inženirska četa
- 334. komunikacijska četa
- 209. vojaškoobveščevalna četa

## Poveljstvo
Brigadni poveljniki
| 1.  | Polkovnik Walter K. Wright            |  | (6. oktober 1917 – 16. februar 1918)   |
| 2.  | Brigadni general Peter Murray         |  | (16. februar 1918 – 8. maj 1918)       |
| 3.  | Brigadni general Edward M. Lewis      |  | (8. maj 1918 – 11. julij 1918)         |
| 4.  | Generalmajor Edward M. Lewis          |  | (11. julij 1918 – 15. julij 1918)      |
| 5.  | Brigadni general Hanson E. Ely        |  | (15. julij 1918 – 17. oktober 1918)    |
| 6.  | Polkovnik Robert O. Van Horn          |  | (17. oktober 1918 – 2. november 1918)  |
| 7.  | Polkovnik James C. Rhea               |  | (2. november 1918 – 23. november 1918) |
| 8.  | Brigadni general Charles E. Kilbourne |  | (23. november 1918 – 1. februar 1919)  |
| 9.  | Polkovnik Robert O. Van Horn (v.d.)   |  | (1. februar 1919 – 2. februar 1919)    |
| 10. | Brigadni general Charles E. Kilbourne |  | (2. februar 1919 – 16. februar 1919)   |
| 11. | Polkovnik Robert O. Van Horn (v.d.)   |  | (16. februar 1919 – 23. februar 1919)  |
| 12. | Brigadni general Thomas W. Darrah     |  | (23. februar 1919 – 12. april 1919)    |
| 13. | Polkovnik Robert O. Van Horn          |  | (12. april 1919 – 20. junij 1919)      |
| 14. | Polkovnik Milo C. Corey (v.d.)        |  | (20. junij 1919 – 23. junij 1919)      |
| 15. | Brigadni general Paul B. Malone       |  | (23. junij 1919 – 2. julij 1919)       |
| 16. | Podpolkovnik James M. Lockett (v.d.)  |  | (2. julij 1919 – 8. julij 1919)        |
| 17. | Polkovnik Adna Romanza Chaffee (v.d.) |  | (8. julij 1919 – 9. julij 1919)        |
| 18. | Polkovnik Harry A. Eaton              |  | (9. julij 1919 – 4. avgust 1919)       |

## Našitek
Zgodovina našitka se prične med prvo svetovno vojno, ko so za potrebe taktičnega prepoznavanja ameriških vojaških enot na francoski fronti pričeli uvajati divizijske znake. 2. pehotno divizijo je tako označevala stilizirana rdeča glava indijanca z modro perjanico na beli zvezdi.
Po bitki za reko Meuse so pričeli tudi z oblikovanjem oznak za divizijske enote. 11. novembra 1918 je bil tako izdan Divizijski ukaz 29, ki je predpisal stilizirano indijansko glavo z rdečo perjanico na beli zvezdi. Divizijske enote pa naj bi uporabljale različne barvne kombinacije in oblike ozadja. 
Za 3. brigado se je tako pričel uporabljati našitek indijske glave na stilizirani osti puščice, ki je usmerjena navzgor.

## Odlikovanja
Prva svetovna vojna
Med prvo svetovno vojno je brigada prejela šest bojnih zastavic: Aisne, Aisne-Marne, Lorraine 1918, le de France 1918, St Michiel in Meuse-Argonne. Francija je brigado odlikovala s štirimi vojnimi križci, tremi bojnimi zastavicami (Chateau-Thierry, Aisne-Marne in Meuse-Argonne) in Fourragere. Posledično še danes vsak pripadnik brigade nosi zeleno-rdeči Fourragere na levem ramenu.